# Chandler Levack
Chandler Levack est une journaliste, réalisatrice et scénariste canadienne. 

## Biographie
Chandler Levack grandit à Burlingon (Ontario) et vit à Toronto. Elle étudie le cinéma à l'Université de Toronto et l'écriture de scénario au Centre canadien du film.

## Carrière professionnelle

### Journalisme
Avant de se retrouver derrière la caméra, Chandler Levack est journaliste musical et écrit également sur la pop culture dans différents journaux tels que Eye Weekly, Toronto Life, SPIN, The Globe and Mail et le Toronto Star. 

### Réalisations
Chandler Levack participe à la réalisation du clip Guilt Trip et Dark Days de PUP pour lesquels elle reçoit, aux côtés de Jeremy Schaulin-Rioux, plusieurs nominations aux prix Juno. Elle réalise son premier court métrage We Forgot to Break Up, inspiré du livre Heidegger Stairwell de Kayt Burgess en 2017. Ce film est projeté pour la première fois au Festival international du film de Toronto 2017 et remporte le prix du meilleur court métrage canadien au Festival du film de Whistler en 2017.
Chandler Levack réalise et écrit son premier long métrage I Like Movies, en 2022. Le film est projeté pour la première fois dans le cadre du programme Discovery du Festival international du film de Toronto 2022. La réalisatrice remporte le Prix RBC des artistes émergents au Festival international du film de Calgary en 2022 pour le film. Le film I Like Movies est projeté pour l'ouverture du Festival International du Film d'Ottawa en 2023 et également lors du Festival international du cinéma indépendant de Buenos Aires en 2023. 
Chandler Levack travaille sur son deuxième long métrage "Anglophone" dont le sujet portera sur la scène musicale montréalaise en 2011.